# Rehab Doll
Rehab Doll studiové album americké grungeové kapely Green River. Album bylo vydáno u vydavatelství Sub Pop v červnu 1988, tedy těsně poté, co se kapela rozpadla. Album bylo znovu vydáno v roce 1990 jako součást alba Rehab Doll/Dry As a Bone.

## Seznam skladeb
1. "Forever Means" – 4:20
2. "Rehab Doll" (Mark Arm, Paul Solger) – 3:23
3. "Swallow My Pride" – 2:59
4. "Together We'll Never" – 4:01
5. "Smilin' And Dyin'" – 3:23
6. "Porkfist" – 3:13
7. "Take A Dive" – 3:28
8. "One More Stitch" – 3:53
9. "Queen Bitch" (David Bowie) – 2:58